# Josef Heinen (Leichtathlet)
Josef Heinen (* 11. April 1929 in Grefrath; † 20. Dezember 1988 ebenda) war ein deutscher Sprinter.

## Biografie
Nachdem Heinen bei den Deutschen Meisterschaften 1950 und 1951 mit der 4-mal-100-Meter-Staffel die Silbermedaille gewonnen hatte, durfte er bei den Olympischen Spielen 1952 in Helsinki in der 4-mal-100-Meter-Staffel starten. Die Staffel schied jedoch im Vorlauf aus.
Sein Bruder Egon war Speerwerfer.